# لیست مرگ
لیست مرگ که به «لیست ۵۰۰۰ قربانی» نیز معروف است، از جانب محکمهٔ هالند انتشار یافته و پولیس آن کشور موثق بودن آن را تأیید نموده‌است. به اساس پولیس هالند، این سند ۱۶۰ صفحه‌ای را یک زن ۹۳ سالهٔ افغان مقیم هامبورگ آلمان تسلیم آنان نموده‌است. این زن سند را از طریق فلیکس ارماکورا (Felix Ermacora) نماینده اسبق خاص ملل متحد در مسئله افغانستان بدست آورده بود.
لیست منتشره طی سال‌های حاکمیت خلقی‌ها و پرچمی‌ها (۱۳۵۷ و ۱۳۵۸) به محاکم آن کشور پیشکش شده بود. در این لیست «جرم» هر قربانی فقط با یک کلمه «اشرار»، «شعله‌ای»، «اخوانی»، «ضدانقلاب»، «مائوئیست»، «پخش شبنامه»، «سکتاریست» و غیره ثبت گردیده‌است. ذکر شغل قسمت اعظم اعدام شدگان بعنوان «استاد پوهنتون»، «محصل»، «شاگرد مکتب»، «معلم»، «مأمور»، «داکتر»، «انجنیر» و غیره به اعتقاد آگاهان سیاسی رساننده آنست که رژیم دست نشانده روس عمدتاً سعی داشتند تا افغانستان را از وجود شخصیت‌های مترقی و عناصر آگاه پاک نمایند.
درین سند، قربانیان بر اساس تاریخ اعدام شان دسته‌بندی شده‌اند. در بعضی روزها بیش از سیصد تن دسته‌جمعی قتل‌عام شده‌اند. به‌طور نمونه به تاریخ ۶ ثور ۱۳۵۸، ۲۰۹ تن را که اکثر شان محصلان و متعلمان اند اعدام نموده‌اند.
بعد از انتشار این لیست که خشم مردم افغانستان را برانگیخت، حزب همبستگی افغانستان به تاریخ ۷ میزان ۱۳۹۲ راهپیمایی را در کابل براه انداخت. هدف از این اقدام گرامیداشت از قربانیان سه دهه جنگ و بخصوص آن جانباختگان که توسط «اگسا» در سالهای ۱۳۵۷ و ۱۳۵۸ به قتل رسیده بودند و نام شان در «لیست مرگ» منتشر شد، بود. در این تظاهرات صدها تن از فعالان و هوادران حزب همبستگی و تعداد کثیری از اعضای خانوادگان این قربانیان و باشندگان کابل شرکت ورزیده بودند. معترضان همه خواهان محاکمه عاملان جنایات «اگسا» ، «کام» و «خاد» و نیز رهبران تنظیمی و طالبی شدند.

## پیوندها
- سایت حزب همبستگی افغانستان
- صفحه نشرات و ماهنامه «همبستگی» در فیس بوک
- صفحه ۵۰۰۰ قربانی در فیس بوک